# Șieu
Șieu es una comuna ubicada en el distrito de Maramureș, Rumania.

## Superficie
Cuenta con una superficie de 21,18 kilómetros cuadrados.

## Demografía
Hasta 2021 la población era de 2240 habitantes, con una densidad de población de 105,8 habitantes por kilómetro cuadrado.
| Gráfica de evolución demográfica de Șieu entre 2002 y 2021                           |
|                                                                                      |
| Datos según City Population y Population statistics of Eastern Europe & former USSR. |